# گمین قلعه
گمین قلعه روستایی از توابع بخش گل‌تپه شهرستان کبودرآهنگ در استان همدان ایران است.گمین قلعه زیباترین روستای همدان است

## جمعیت
این روستا در دهستان گل‌تپه قرار دارد و براساس سرشماری مرکز آمار ایران در سال ۱۳۹۵، جمعیت آن۴۶۲ نفر (۱۴۴خانوار) بوده‌است.